# 古小玉
古小玉（1960年10月—），四川乐山人，男性，中华人民共和国官员，中国共产党党员，第十三届全国人民代表大会山西省代表。

## 生平
古小玉曾任全国人大常委会办公厅秘书局副局长、全国人大常委会办公厅人事局局长。2015年7月1日，古小玉出任第十二届全国人民代表大会常务委员会副秘书长。2018年1月，古小玉被安排到山西省选区参选第十三届全国人大代表，并成功当选。2021年8月，卸任全国人大常委会副秘书长职务。2023年3月，他当选为全国人大教育科学文化卫生委员会副主任委員。